# Theridion gekkonicum
Theridion gekkonicum là một loài nhện trong họ Theridiidae.
Loài này thuộc chi Theridion. Theridion gekkonicum được miêu tả năm 1982 bởi Levy & Amitai.